# يوري بوياركوف
يوري ميخالوفيتش بوياركوف ((بالأوكرانية: Юрій Михайлович Поярков)‏10 شباط / فبراير عام 1937 ، خاركيف – 10 شباط / فبراير عام 2017 ، خاركيف) كان لاعب كرة طائرة أوكراني لعب مع الاتحاد السوفيتي في دورة الألعاب الأولمبية الصيفية عام 1964 ودورة الألعاب الأولمبية الصيفية عام 1968 ودورة الألعاب الأولمبية الصيفية عام 1972.

## المسيرة الرياضية
في عام 1964 كان جزءا من فريق الاتحاد السوفيتي الذي فاز بالميدالية الذهبية في بطولة الألعاب الأولمبية. ولعب ثماني مباريات. وبعد أربع سنوات فاز بالميدالية الذهبية الثانية مع الفريق السوفيتي في بطولة الألعاب الأولمبية الصيفية 1968. وقد لعب في جميع المباريات التسعة. أما في دورة الألعاب الأولمبية الصيفية عام 1972 فقد كان عضوا في فريق الاتحاد السوفيتي الذي فاز بالميدالية البرونزية في البطولة الأولمبية. ولقد لعب ثلاث مباريات.
مات في يوم ميلاده 80 في 10 شباط / فبراير عام 2017.

## وصلات خارجية
- يوري بوياركوف على موقع اللجنة الأولمبية الدولية (الإنجليزية)
- يوري بوياركوف على موقع أوليمبيديا (الإنجليزية)

- الملف الشخصي